# 신토쿠역
신토쿠역(일본어: 新得駅)은 일본 홋카이도 가미카와 군 신토쿠정에 있는 홋카이도 여객철도의 역이다. 역 번호는 K23이며, 2면 3선 복합 구조의 지상역이다.

## 역 주변
- 국도 제38호선
- 오비히로 신용금고 신토쿠 지점

## 역사
- 1907년 9월 8일 : 국철의 역으로서 개업.
- 1987년 4월 1일 : 민영화에 의해, 홋카이도 여객철도로 이관.

## 인접 정차역
| 홋카이도 여객철도 네무로 본선 | 홋카이도 여객철도 네무로 본선 | 홋카이도 여객철도 네무로 본선 |
| ----------------------------- | ----------------------------- | ----------------------------- |
| T37 오치아이 다키카와 방면    | 네무로 본선                   | 도카치시미즈 K24 구시로 방면  |
| 홋카이도 여객철도 세키쇼 선   |                               |                               |
| K22 도마무 미나미치토세 방면  | 세키쇼 선                     | 시·종착역                     |